# Ашина Хушэло-шад
Ашина Хушэло-шад (Личное имя: кит. упр. 阿史那斛瑟罗, пиньинь ashinahuseluo, палл. Ашина Хусэло, тронное имя кит. упр. 竭忠事主可汗, пиньинь jiezhongshizhukehan, палл. Цзечжуншичжукэхань, тюркское имя: Кушрак Бури-шад) — каган Западно-тюркского каганата с 693 года по 704 год.

## Биография
Сын правителя нушиби Ашина Бучжень-шада.
Он, как и отец, был ставленником Тан и подданные практически не считались с ним. Видимо он попал в немилость у китайцев, так как все награды получал Ашина Юанькин-шад. В 693 Юанькина казнили в Китае, а западные тюрки восстали и поставили правителем Ашину Туйцзы (zh:阿史那俀子).
Ашина Суйцзы заключил союз с тибетцами и стал нападать на Китай. Ван Сяогай разбил их войска при Линьцюань. Хань Сычжун отбил у тибетцев город Нишумус. В 699 Хушэло был назначен западным полководцем, ему предстояло сразиться с ханом Учжилэ. Рассчитав свои силы, каган решил вернуться в Китай с 60-70 тысячами подданных.
В 704 году он умер в Чанъани.